# Língua even
A língua Even conhecida também como língua Lamut, Ewen, Eben, Orich, Ilqan (em russo:  Эве́нский язы́к, antigamente também Ламутский язы́к), é uma língua Tungúsica, falada pelos Evens da Sibéria. Está espalhada por toda a costa do mar de Okhotsk, na região árctica. Trata-se de uma língua em extinção, com cerca de 7168 falantes (Censo da Rússia de 2002). Os dialetos são o Arman, Indigirka, Kamchatka, Kolyma-Omolon, Okhotsk, Ola, Tompon, Alto Kolyma, Akkyryr e o Lamunkhin.

## Uso da língua
Em alguns vilarejos remotos no Ártico, como Russkoye Ustye, cuja população é descendente de casamentos entre russos e Evenkis, a língua falada no século XX era um dialeto do russo com muita influência Evenki. .

## Ortografia
| А а | Б б | В в | Г г | Д д | Е е | Ё ё | Ж ж |
| З з | И и | Й й | К к | Л л | М м | Н н | Ӈ ӈ |
| О о | Ө ө | Ӫ ӫ | П п | Р р | С с | Т т | У у |
| Ф ф | Х х | Ц ц | Ч ч | Ш ш | Щ щ | Ъ ъ | Ы ы |
| Ь ь | Э э | Ю ю | Я я |     |     |     |     |